# Pseudozygomma contraria
Pseudozygomma contraria är en tvåvingeart som beskrevs av Werner Mohrig 1996. Pseudozygomma contraria ingår i släktet Pseudozygomma och familjen sorgmyggor. Inga underarter finns listade i Catalogue of Life.